# Crematogaster zavattarii
Crematogaster zavattarii är en myrart som beskrevs av Menozzi 1926. Crematogaster zavattarii ingår i släktet Crematogaster och familjen myror.

## Underarter
Arten delas in i följande underarter:
- C. z. edmeeae
- C. z. zavattarii